# Weidenmühle (Großlangheim)
Die Weidenmühle ist eine Einöde auf der Gemarkung des Marktes Großlangheim im unterfränkischen Landkreis Kitzingen.

## Geographische Lage
Die Weidenmühle liegt im äußersten Westen des Großlangheimer Gemeindegebietes am Bimbach. In einiger Entfernung führt die Bundesautobahn 3 im Norden vorbei, weiter nördlich befindet sich die Gemeinde Schwarzach am Main. Westlich liegt Großlangheim, im Süden die Gemeinde Rödelsee. Südöstlich liegt der Ort Rödelsee, direkt im Süden führt ein Feldweg in den Gemeindeteil Fröhstockheim. Im Osten führt die Staatsstraße 2272 nach Kitzingen.

## Geschichte
Die Mühle wurde erstmals im Jahr 1377 erwähnt. Bereits zu diesem frühen Zeitpunkt wurde in der Anlage Getreide gemahlen. Ihren Namen erhielt die Mühle, weil die Inhaber das Recht erhielten, alle fünf Jahre die Weidenstöcke am Mühlbach zu schneiden. Ursprünglich hielten die Herren von Heidingsfeld („Heytingsfeld“) das Lehen über die Mühle, später kam sie an die Markgrafen von Ansbach, die auch über das nahegelegene Großlangheim herrschten.
Ein unbenannter Müller der Weidenmühle wurde im 16. Jahrhundert aufgrund einiger Vergehen in den Kitzinger „Hundsstall“ gesperrt. Allerdings gelang ihm der Ausbruch und die Flucht nach Großlangheim. Von dort lobte er eine Wallfahrt zur Muttergottes nach Dettelbach aus und übergab zusätzlich den Hammer, mit dem ihm der Ausbruch gelungen war. Die Getreidemühle wurde noch zu Beginn des 20. Jahrhunderts betrieben, allerdings vor dem Jahr 1986 stillgelegt.